# Kohelet

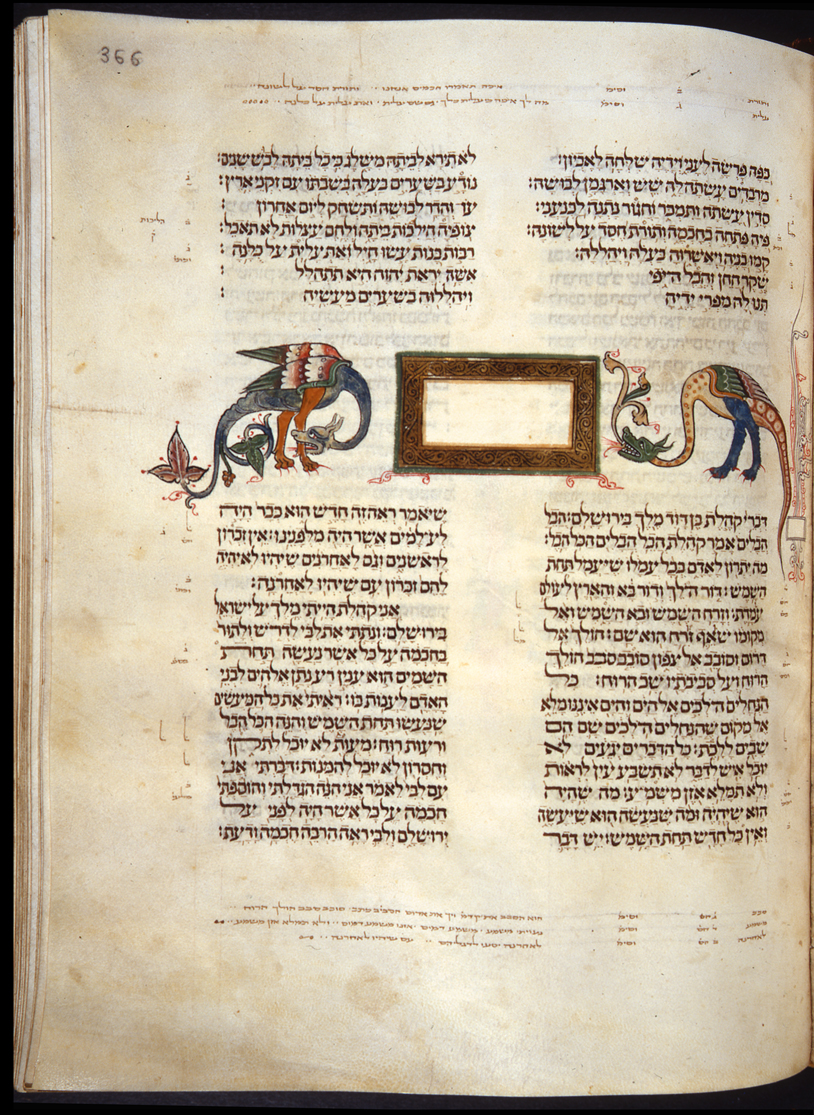
Kohelet, Kapitel 1 in der Biblia de Cervera (um 1300, Biblioteca Nacional de Portugal).

Kohelet (hebräisch קֹהֶלֶת Qohǽlæt „Versammler, Gemeindeleiter“; abgekürzt Koh), auch Prediger (abgekürzt Pred), ist ein Buch des Tanach, das dort zu den Ketuvim („Schriften“) gehört. In der christlichen Tradition wird es zu den Büchern der Weisheit im Alten Testament (AT) gezählt. In der Lutherbibel trägt das Buch den Titel Der Prediger Salomo, in der Septuaginta den Titel Ekklesiastes (Ἐκκλησιαστής) und in der Vulgata den Titel Liber Ecclesiastes.
Kennzeichnend für diese biblische Schrift ist ihre Multiperspektivität. Einige ihrer Deuter sehen Kohelet von einem tiefen Pessimismus und Skeptizismus geprägt. Andere dagegen verstehen den Verfasser als einen Weisheitslehrer, der zu heiterer Gelassenheit angesichts der unbegreiflichen Wechselfälle des Lebens aufruft. Die Gesamtaussage des Buches muss im Zusammenhang mit Kohelets Absicht verstanden werden, eine sinnvolle Lebensführung zu finden. Er setzt sich mit der traditionellen Weisheit auseinander, insbesondere mit dem Tun-Ergehen-Zusammenhang: Dem Gerechten wird es gut ergehen, dem Frevler schlecht. Kohelet stellt fest, dass die Erfahrung oft das Gegenteil lehrt. Außerdem kommt er zu der Erkenntnis, dass mit dem Tod letztendlich jede Errungenschaft des Lebens ausgelöscht wird. Angesichts einer ungewissen Zukunft empfiehlt er, das Gute im Leben als Gottes Gabe zu genießen.

## Name
Das hebräische Wort קֹהֶלֶת Qohælæt bezeichnet nach Koh 1,1  eine Person, deren Lehren den Inhalt des Buchs bilden. Teilweise wird Kohelet im Buch wie ein Eigenname verwendet. Es ist ungewöhnlicherweise ein Partizip Femininum zum Verb קהל qahal „sammeln“, man könnte also übersetzen: „die Sammelnde“. Da dieses feminine Partizip aber mit einem maskulinen Verb konstruiert wird und Kohelet außerdem in 1,1 als „Sohn Davids“ bezeichnet wird, ist Kohelet eine männliche Person. Es gibt im Bibelhebräischen vergleichbare Bezeichnungen von Männern mit einem Partizip Femininum; dabei handelt es sich um eine Benennung nach Tätigkeiten, die regelmäßig ausgeübt wurden. Das ist auch hier anzunehmen. Eine Funktionsbezeichnung wird sekundär als Personenbezeichnung verwendet. Zwei Interpretationen sind möglich, die beide Anhalt im Buch finden:
- Kohelet war ein Sammler von Sprichwörtern, die er verbesserte und in Form brachte (vergleiche Koh 12,9 EU).
- Kohelet versammelte Menschen. Dabei kann es sich dem Inhalt des Buches nach aber weder um eine politische Versammlung noch um die Kultgemeinde gehandelt haben, sondern Kohelet trat in der Art griechischer Wanderphilosophen öffentlich auf und versammelte einen Schülerkreis um sich.[2]

Die antiken Übersetzer ins Griechische (Septuaginta) entschieden sich, Kohelet als Ekklesiastes (Ἐκκλησιαστής), „Redner in einer Volksversammlung“, zu übersetzen. Davon abgeleitet ist der lateinische Buchtitel in der Vulgata: Liber Ecclesiastes. Hieronymus schlug als Übersetzung ins Lateinische contionator beziehungsweise concionator („Volksredner“) vor, weil der Verfasser sich nicht an eine einzelne Person, sondern an die Öffentlichkeit insgesamt wende. Martin Luthers Buchtitel „Prediger Salomo“ schließt sich dieser Tradition an.

## Identifikation mit Salomo

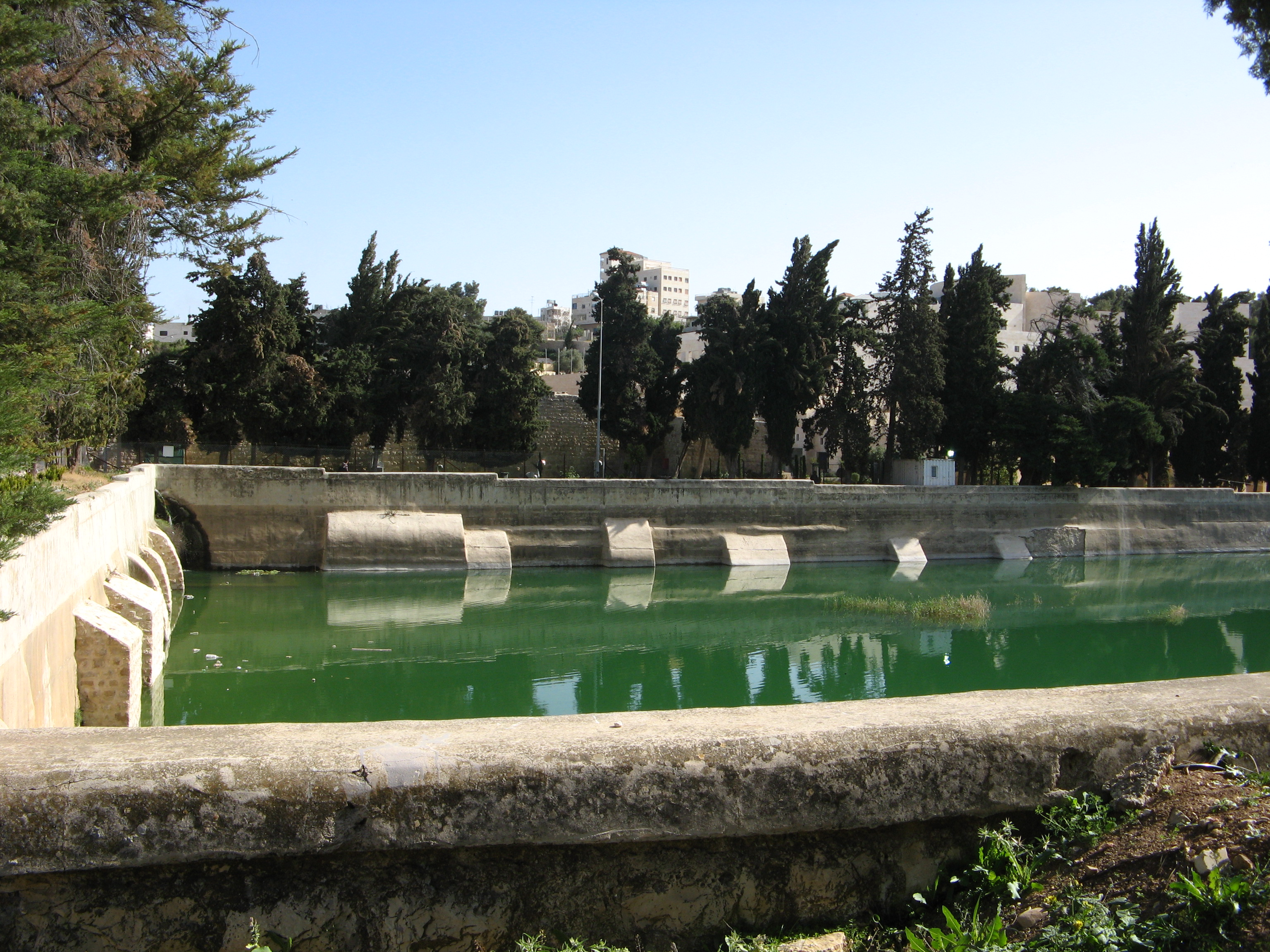
Antike Wasserreservoirs nahe Jerusalem erhielten aufgrund von den Namen Teiche Salomos

Obgleich der Name des israelitischen Königs Salomo nicht explizit genannt wird, so legt doch der Text eine Identifikation des Autors mit Salomo nahe. Das „Ich“, das im Buch zu Wort kommt, stellt sich nämlich folgendermaßen vor: „Ich, Kohelet, war in Jerusalem König über Israel“ (Koh 1,12 ). Entsprechendes Wissen beim Leser vorausgesetzt, wird damit eine „salomonische Spur“ gelegt.
Die historisch-kritische Exegese ist sich darin einig, dass das Buch Kohelet eines der jüngeren des Tanach ist. Der historische Salomo kann demnach nicht der Verfasser sein. Vielmehr nimmt Kohelet im Sinne einer Salomo- oder Königsfiktion die Rolle des „Salomo“ ein, eines idealen weisen und reichen Herrschers, der alle Möglichkeiten hat, sein Leben selbstbestimmt zu gestalten. Die Exegeten sind jedoch uneins, ob die Rolle des Philosophenkönigs ab der Passage Koh 2,25  aufgegeben (Norbert Lohfink: „Der Königsmantel sinkt dann … zu Boden“) oder bis zum Ende des Buches beibehalten wird.
Die „Weisheit“ (hebräisch חָכְמָה ḥåḵmāh) des Salomo ist es, die ihn als Rollengeber interessant macht. Es wird hierbei insbesondere auf Salomos Gebet um Weisheit (1 Kön 3 ) und Salomo als Weisheitslehrer (Spr 1,1–3 ) angespielt. Eine weitere zentrale Salomotradition, Salomo als Erbauer des Jerusalemer Tempels, wird dagegen nicht thematisiert.

## Entstehungszeit und -ort
Viele Forscher nehmen eine Entstehung in der frühen hellenistischen Zeit (3. Jahrhundert v. Chr.) an. Als Entstehungsort wird heute überwiegend Jerusalem vermutet, aber auch Alexandria ist nicht auszuschließen.
Die ältesten identifizierten Zitate oder Übernahmen aus dem Buch Kohelet enthält das Buch Jesus Sirach, das vermutlich im frühen 2. Jahrhundert v. Chr. verfasst wurde: Sir 39,12–35  kann als kritische Auseinandersetzung mit Koh 3  verstanden werden.
Unter den Qumran-Texten gibt es zwei Fragmente des Koheletbuchs, 4Q Koha (= 4Q 109) und 4Q Kohb (= 4Q 110); das ältere Fragment 4Q Koha kann in die Zeit zwischen 175 und 150 v. Chr. datiert werden und liefert so einen zusätzlichen Terminus ante quem für die Abfassung des Werks. Wenige Jahrzehnte nach seiner vermuteten Abfassung existierte der Text des Koheletbuchs in verschiedenen orthographischen und lexikalischen Varianten. Die beiden Qumran-Fragmente enthalten keine Hinweise auf eine gegenüber dem masoretischen Text ältere Textform.

### Sprache

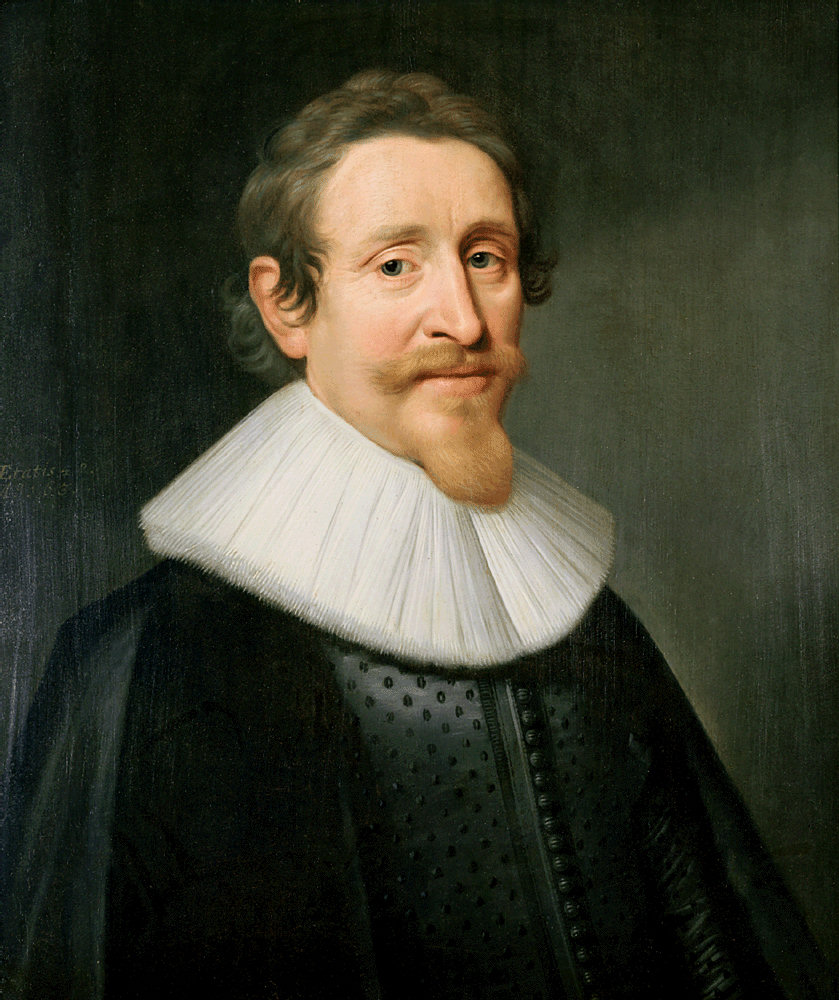
Hugo Grotius (Gemälde von Michiel van Mierevelt, 1631, Stedelik Museum Het Prinsenhof)

Das Hebräisch des Buchs Kohelet ist eigenartig und deutet auf eine späte Entstehung des Textes hin. Hugo Grotius bestritt deshalb als Erster eine salomonische Verfasserschaft. Er schrieb 1644: „Ich glaube nicht, dass Salomo der Autor war. Es wurde später unter dem Namen jenes Königs […] verfasst. Als Argumente dafür nenne ich die vielen Vokabeln, die man sonst nur bei Daniel, Esra und in den Targumen findet.“
Zwar könnte man einige Unterschiede zum klassischen Bibelhebräisch auch durch Dialekt oder Umgangssprache erklären, aber zusammengenommen brachten die Auffälligkeiten Franz Delitzsch 1875 zu dem Schluss: Wenn das Koheletbuch von Salomo stammte und also im 10. Jahrhundert v. Chr. geschrieben worden wäre, „so gäbe es keine Geschichte der hebräischen Sprache“.
Die Spätdatierung ist heute Konsens der Forschung. Sie wird gestützt durch die Beobachtung, dass zwei Lehnwörter aus dem Persischen auftreten:
- hebräisch פַּרְדֵּס pardēs „Baumgarten“ (2,5; als Lehnwort im Deutschen: Paradies);
- hebräisch פִּתְגָם pitgām „Botschaft“ (8,11).[15]

Außerdem gibt es im Wortschatz sowie der Grammatik Einflüsse des Aramäischen. Als die Provinz Jehud Teil des persischen Weltreichs war, hat dies in der hebräischen Sprache Spuren hinterlassen. Sie sind ein Merkmal der jüngeren Schriften des Tanach. Kohelet hat einerseits wie kein zweiter Autor des Alten Testaments einen individuellen Stil, andererseits weist sein aus dem Bereich der öffentlichen Verwaltung genommenes Vokabular darauf hin, dass hier die soziale Herkunft des Autors und seiner anvisierten Leserschaft zu suchen ist.
Eindeutige Gräzismen in Kohelets Wortschatz gibt es nicht. Ein möglicher Gräzismus ist beispielsweise Kohelets Gebrauch des Verbs hebräisch תור tūr. Es bedeutet im Bibelhebräischen sonst „auskundschaften, spionieren“, bei Kohelet (und nur bei ihm) aber ein nachdenkendes Erforschen und Ergründen: Koh 1,13 , Koh 2,3 , Koh 7,25 . Diese Bedeutungsentwicklung kann durch den griechischen philosophischen Terminus σκέπτεσθαι sképtesthai („schauen, spähen, betrachten, untersuchen“, vergleiche das Fremdwort Skeptizismus) beeinflusst sein.

### Sozialgeschichtlicher Hintergrund

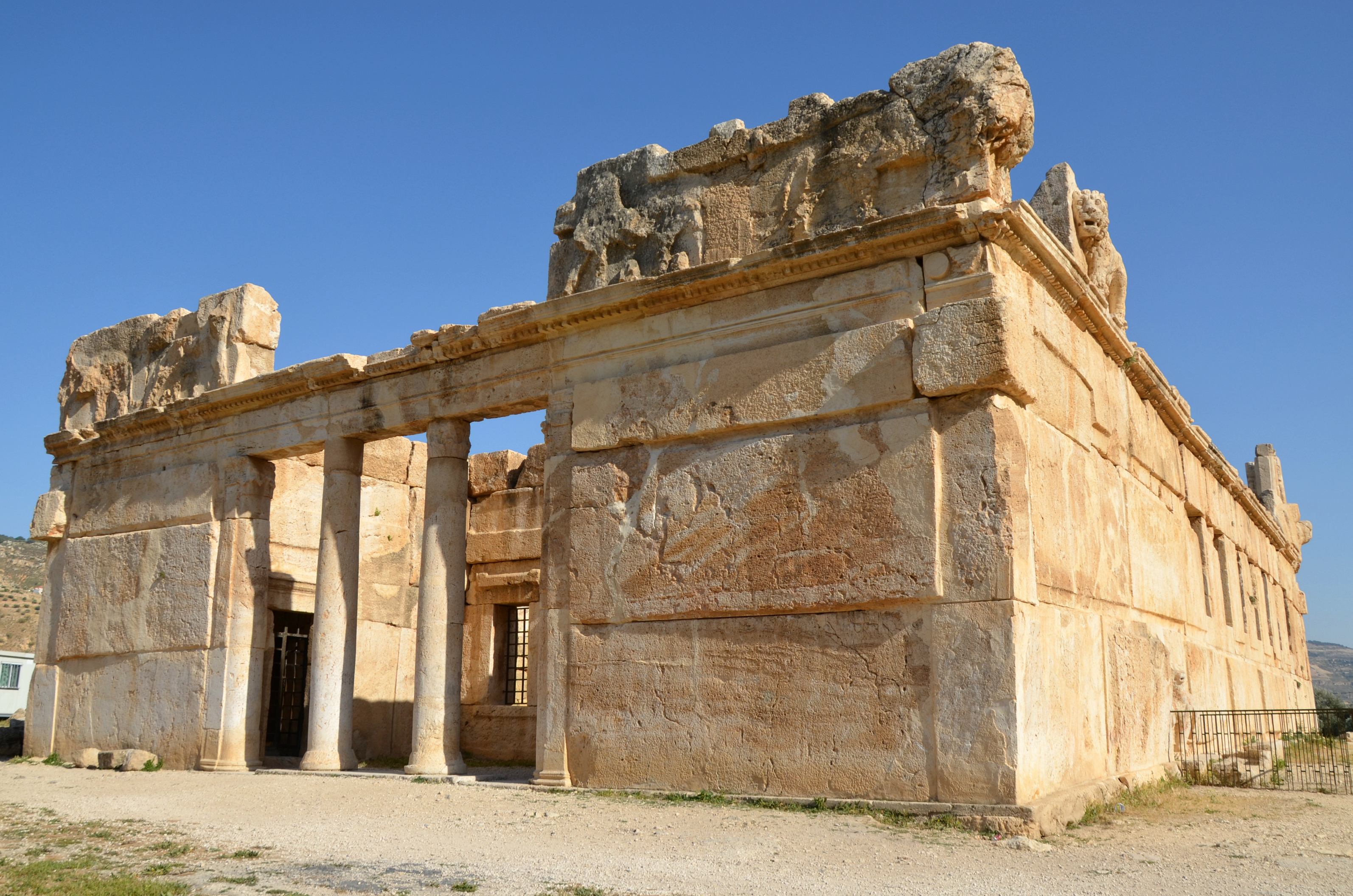
Die archäologische Stätte Qasr el-Abd wird mit Tyros identifiziert, der Residenz des Tobiaden Hyrkanos im Ostjordanland

Die Lektüre des Koheletbuchs versetzt den Leser in eine Zeit, in der die jüdische Religion unter starkem Einfluss des Hellenismus stand. Im Buch klingen die wirtschaftlichen und sozialen Veränderungen an, die das mit sich brachte:
Der kleine Tempelstaat Judaia war (innerhalb der Provinz Syrien und Phönizien) Teil des Ptolemäerreichs. Die Art, wie Kohelet/Salomo als Herrscher dargestellt wird, erinnert Norbert Lohfink an die ptolemäische Reichsideologie, die „den gesamten Staat als eine Art riesigen Privathaushalt des Königs stilisierte“. Dem Verfasser stehe bei den „großen Taten“ seines königlichen Ichs (Koh 2,4 ) das ferne Beispiel des Lagidenpalastes in Alexandria mit umgebenden Teichen und Parks vor Augen, aber auch die kleiner dimensionierten, an diesem Vorbild orientierten Palastanlagen der griechischen und judäischen Oberschicht, vor allem der Tobiadenpalast Tyros im Ostjordanland.
Es gab wirtschaftliche Innovationen: Züchtungen neuer Pflanzen, Terrassenbau und künstliche Bewässerung. Der Bevölkerungsmehrheit kam die Steigerung der landwirtschaftlichen Erträge aber kaum zugute, vielmehr wurde sie durch das System der Steuerpacht stark unter Druck gesetzt. „Dies funktionierte so, dass man auf die Steuer einer Stadt bot, für einen bestimmten Preis den Zuschlag bekam und anschließend dafür sorgte, dass die Gelder eingezogen wurden. Man musste dem König nur die abgesprochene fixe Summe […] abführen und konnte alles, was man über den Pachtpreis hinaus presste, als Gewinn verbuchen.“ Die lokale Elite konnte sich durch die Steuerpacht enorm bereichern. Für sie eröffneten sich neuartige Möglichkeiten der Lebensgestaltung, wie die Biografien der Tobiaden Josef und Hyrkanos zeigen. JiSeong James Kwon nennt eine Reihe von Motiven, die in der Tobiadenfamilie wichtig waren und im Koheletbuch angesprochen werden, darunter eine distanzierte Haltung zum Jerusalemer Tempel, ein Interesse an Palast- und Gartenarchitektur sowie an internationalen Bankgeschäften.
Das Koheletbuch ist in einer Umbruchszeit entstanden und nimmt zu diesen Veränderungen eine ambivalente Haltung ein: „Die Erfahrungen politischer und ökonomischer Fremdbestimmung, die Infragestellung sozialer Ordnungen und Werte sowie eines gesteigerten Leistungsdrucks […] können zu einem Gefühl der Ohnmacht und des Ausgeliefertseins führen, aber auch als Chance begriffen werden, durch beherztes und risikofreudiges Handeln einen ‚Gewinn‘ zu erzielen, der unter stabileren Verhältnissen unerreichbar geblieben wäre“ (Thomas Krüger).

### Auseinandersetzung mit hellenistischer Philosophie
Dass das Koheletbuch aktuelle Themen seiner Entstehungszeit aufnimmt, ist unstrittig. Aber die Annahme, Kohelet zeige auch Kenntnis hellenistischer Autoren, hieße, dass man „gewissermaßen ein interkulturelles Diskussionsforum rekonstruiert, an dem Kohelet teilnimmt“. Krüger beispielsweise sieht einen gemeinsamen Grundansatz verschiedener Richtungen hellenistischer Philosophie darin, „das für den Menschen erreichbare Glück durch eine Entwertung und Vergleichgültigung alles Unverfügbaren zu bestimmen“; dies werde im Koheletbuch aufgenommen und kritisch reflektiert.
Diethelm Michel vertritt die Gegenposition. Das Koheletbuch sei aus einer innerjüdischen Problemkonstellation heraus verständlich. Kohelet argumentiere in zwei Richtungen:
- gegen die Meinung, man könnte sich mit richtigem Handeln einen bleibenden Gewinn oder Vorteil (hebräisch יִתְרוֹן jitrōn) im Leben verschaffen;
- gegen Askese, Leiden an der Welt und Hoffnung auf einen Ausgleich im Jenseits als Konsequenz aus der Erfahrung, dass der Tun-Ergehen-Zusammenhang (dem Guten ergeht es gut, dem Frevler schlecht) empirisch oft nicht aufgeht – eine beunruhigende Erfahrung, die Kohelet teilt (Koh 8,14 EU).

### Auseinandersetzung mit der Weisheitstradition Israels
Ging es in den älteren Weisheitstexten der Hebräischen Bibel um ein Bildungsgut, das die Funktionseliten brauchen, so wird die Weisheit in jüngeren Texten religiös aufgeladen. In den Kapiteln Spr 1 bis 9 konvergieren Weisheit und Tora. Sie sind eine Ergänzung des Sprüchebuchs aus hellenistischer Zeit und damit nur wenig älter als Kohelet.
Nach Thomas Krüger steht der Verfasser des Koheletbuchs positiv zur älteren Weisheitstradition, die sich relativ pragmatisch als Lebenslehre anbot, die zu einem gelingenden Leben verhelfen, aber dieses nicht garantieren konnte. Die neue Sicht der Weisheit, von Kohelet heftig attackiert, identifizierte sie mit der Schöpfungsordnung, personifizierte sie als weibliche, quasi göttliche Gestalt und umgab sie so mit einem religiösen Nimbus, womit sie einer kritischen Überprüfung entzogen war. Wenn die Weisheit gar als spielende Gefährtin JHWHs bei der Weltschöpfung imaginiert wurde (Spr 8,22–31 ), ist ein Einfluss hellenistischer Isis-Aretalogien möglich, was in der Ptolemäerzeit gut denkbar ist.
Indem Kohelet eine Alternative zur jüngeren Weisheit sucht, führt er doch nicht einfach die ältere Weisheit fort. Die traditionelle Weisheit hätte den Erfahrungen eines Individuums, wie Kohelet sie in seinen Reflexionen darlegt, nämlich wenig Bedeutung zugemessen. Diese in der 1. Person Singular gehaltenen Reflexionen geben dem Koheletbuch sein „‚modernes‘ Gepräge“: Eine Diskrepanz zwischen persönlicher Beobachtung und gesellschaftlichem Wissen wird erkennbar. Der Autor empfiehlt, sich ein fachliches Know-how anzueignen, mit dem Gefahrenquellen vermieden werden können (vergleiche Koh 10,8–11 ). Erfolgsgarantien gibt er allerdings so wenig, wie es die ältere Weisheit tat.

## Aufbau
Die ältere Exegese (Franz Delitzsch 1875, Kurt Galling 1940) sah im Koheletbuch eine lockere Sammlung von Sentenzen. Walther Zimmerli (1974) arbeitete jedoch heraus, dass Koh 1,12–2,26 einen Spannungsbogen bildet. Darauf bauten viele spätere Exegeten auf. In den Kapiteln 1 bis 3 wird oft eine kompositionelle Einheit („Traktat“) erkannt, die entweder mit Koh 3,15  endet oder bis Koh 3,22  reicht.
In der neueren Exegese überwiegt die Annahme, dass das komplette Koheletbuch planvoll gestaltet sei. Eine das ganze Buch umgreifende Gesamtkomposition nahm Norbert Lohfink an (1980, Hauptübersetzer für Kohelet in der Einheitsübersetzung). Er sah ein spannungsvolles Zugleich von linear-dynamischer und „palindromischer“ Anordnung. Die „palindromische“ Konzeption Lohfinks, in deren Mittelpunkt die Religionskritik (Koh 4,17–5,6) stand, blieb eine Minderheitsmeinung, während Franz-Josef Backhaus und Ludger Schwienhorst-Schönberger Lohfinks lineare Gliederung modifizierten. Bei Schwienhorst-Schönberger (1997) ergibt sich daraus folgende Struktur des Textes:
| 1,1         | Überschrift          |                                                         |
| 1,2         | Rahmen und Mottovers | Windhauch                                               |
| 1,3 – 3,22  | Propositio           | Möglichkeit menschlichen Glücks                         |
| 4,1 – 6,9   | Explicatio           | Auseinandersetzung mit traditionellen Wertvorstellungen |
| 6,10 – 8,17 | Refutatio            | Abweisung anderer Glücksbestimmungen                    |
| 9,1 – 12,7  | Applicatio           | Praktische Konsequenzen                                 |
| 12,8        | Rahmen und Mottovers | Windhauch                                               |
| 12,9 – 14   | Nachworte            |                                                         |

Dem Koheletbuch wurden zwei Nachworte von verschiedenen Herausgebern angefügt.
- Der erste Herausgeber hat die Überschrift Koh 1,1 EU und das Nachwort (Kolophon) Koh 12,8–11 EU verfasst.
- Der zweite Herausgeber ist für den Buchschluss Koh 12,12–14 EU verantwortlich. Dabei handelt es sich um eine Uminterpretation der Lehre Kohelets, um sie in die weisheitliche Schultradition zurückzuholen, von der sich Kohelet distanziert hatte.[34]

## Literarische Gattung und Gattungen

### Königstestament
Kurt Galling (1932) fand breite Zustimmung, aber auch Widerspruch mit seinem Vorschlag, das Koheletbuch als Weisheitslehre in Form eines (fiktiven) Königstestaments nach altägyptischem Vorbild zu verstehen (Beispiele: Lehre für Merikare, Lehre des Amenemhet). Auch Gerhard von Rad vertrat in dem Standardwerk Weisheit in Israel (1970) diese These. Die königliche Lebenslehre ist eine Besonderheit der altägyptischen Literatur. Sie ist aber keine eigenständige Literaturform, sondern gehört zu den „Lebenslehren“, die es auch außerhalb Ägyptens gab. Aus hellenistischer Zeit sind sogenannte Hypomnemata erhalten, die politisch bedeutenden Persönlichkeiten zugeschrieben wurden.
Es gibt interessante Parallelen, die sich dem Königstestament innerhalb der Hebräischen Bibel zur Seite stellen lassen:
- Anweisungen des Königs David an seinen Sohn Salomo (1 Kön 2,1–9 EU);
- das Buch Deuteronomium als Abschiedsrede des Mose und verbindliche Auslegung der Tora.

### Diatribe
Schwienhorst-Schönberger sieht, wie seine Gliederung zeigt, formale und inhaltliche Gemeinsamkeiten des Koheletbuchs mit der hellenistischen Diatribe. Schon Lohfink hatte Kohelets Nähe zur Diatribe mit ihrer „auf Wirkung und Bekehrung abgestimmten Redepragmatik“ hervorgehoben: „Relativ früh steht nach einigen Schockoperationen die Hauptthese deutlich da. Dann wird sie vertieft, verteidigt, in die Lebenspraxis verlängert.“

### Kleine Formen
Kohelet zitiert, verfasst und widerlegt Sprichwörter. Dabei zeigt er, dass er im kritischen Gespräch mit der weisheitlichen Tradition steht. Im Buch gibt es etwa 70 Sprichwörter:
| Kunstsprüche        | Erkennbar am Parallelismus membrorum.                                  | Beispiel: „Im Traum schließt man viele Geschäfte ab, der Ungebildete macht viele Worte.“ (Koh 5,2) |
| Sprichwörter        |                                                                        | Beispiel: „Ein lebender Hund ist besser als ein toter Löwe.“ (Koh 9,4b)                            |
| Doppel-Sprichwörter |                                                                        | Beispiel: „Besser der Ausgang einer Sache als ihr Anfang, besser Langmut als Hochmut.“ (Koh 7,8)   |
| ṭôb-Sprüche         | Vergleiche, die das jeweils Bessere benennen (hebräisch טֹוב ṭôb „gut“) | Beispiel: „Wissen ist besser als Macht.“ (Koh 9,16a)                                               |

Darüber hinaus gibt es weitere kleine Formen: eine Beispielerzählung (Koh 9,14–15 ) und drei Gedichte über den Kosmos (Koh 1,4–11 ), über die Zeit (Koh 3,1–9 ) und über das Altwerden (Koh 12,2–7 ).

## Spannungen und Widersprüche
Es ist immer aufgefallen, dass es im Buch Spannungen und Widersprüche gibt. Nachdem literarkritische Modelle nicht überzeugen konnten, gilt das Koheletbuch (bis auf Überschrift, Nachworte und Glossen) heute meist als einheitliches Werk; die Spannungen werden durch die Theorie von Zitation und Argumentation erklärt.

### Glossenmodell
Widersprüche können ein Indiz dafür sein, dass Texte verschiedener Autoren zusammengearbeitet wurden. Die extreme Anwendung der literarkritischen Methode brachte Carl Siegfried (1898) dazu, neun Schichten im Koheletbuch zu unterscheiden. Das war nicht konsensfähig. Für diese Forschungsrichtung steht in neuerer Zeit das von Aarre Lauha (1978) und James L. Crenshaw (1987) vertretene „Glossenmodell“: Redaktoren fügten demzufolge in das Koheletbuch dogmatische Korrekturen als Glossen ein. An dem besonders eindeutigen Fall Koh 11,9b  kann man sich gut veranschaulichen, wie der Redaktor (kursiv) korrigierend in Kohelets Argumentation eingriff:
„Freu dich, junger Mann, in deiner Jugend, sei heiteren Herzens in deinen frühen Jahren! Geh auf den Wegen, die dein Herz dir sagt, zu dem, was deine Augen vor sich sehen! Und sei dir bewusst, dass Gott über all dies mit dir ins Gericht gehen wird! Halte deinen Sinn von Ärger frei und schütz deinen Leib vor Krankheit; denn die Jugend und das dunkle Haar sind Windhauch!“

### Polar structures
Manche sehen in den Widersprüchen des Textes eine spezifische Eigenart des Koheletschen Denkens, ein „Zwar – Aber“. James A. Loader (1986) fand dafür die Formulierung „polar structures“. Auf theoretischer Ebene bezeichne Kohelet dieses Zwar-Aber mit seinen Windhauch-Aussagen; auf praktischer Ebene löse er die von ihm konstatierten Widersprüche durch den Aufruf zur Lebensfreude. Loader fasst zusammen: „Vom Epilog abgesehen, gibt es keinen einzigen spürbaren Widerspruch in dem Buch. Die ‚Widersprüche‘, die den Rabbis so viel Kopfzerbrechen bereiteten und die von der Literarkritik so kunstvoll beseitigt wurden, sind weiter nichts als beabsichtigte polar structures.“

### Zitat und Argumentation
Andere Ausleger nehmen an, dass Kohelet andere Meinungen zitiere, um sich dann kritisch mit ihnen auseinanderzusetzen (so Lohfink und Michel). Allerdings sind Zitat und Kommentar schwer voneinander abzugrenzen. Das führt zu der Vermutung, dass gerade diese Uneindeutigkeit vom Autor gewollt sei: „Thesen und Antithesen fungieren wie eine Art von Navigation. Der Leser wird gelenkt, ohne daß er sofort und eindeutig die Widersprüche und Spannungen […] verstehen und zuordnen kann.“ Diesen Ansatz vertreten Krüger und Schwienhorst-Schönberger.

## Themen

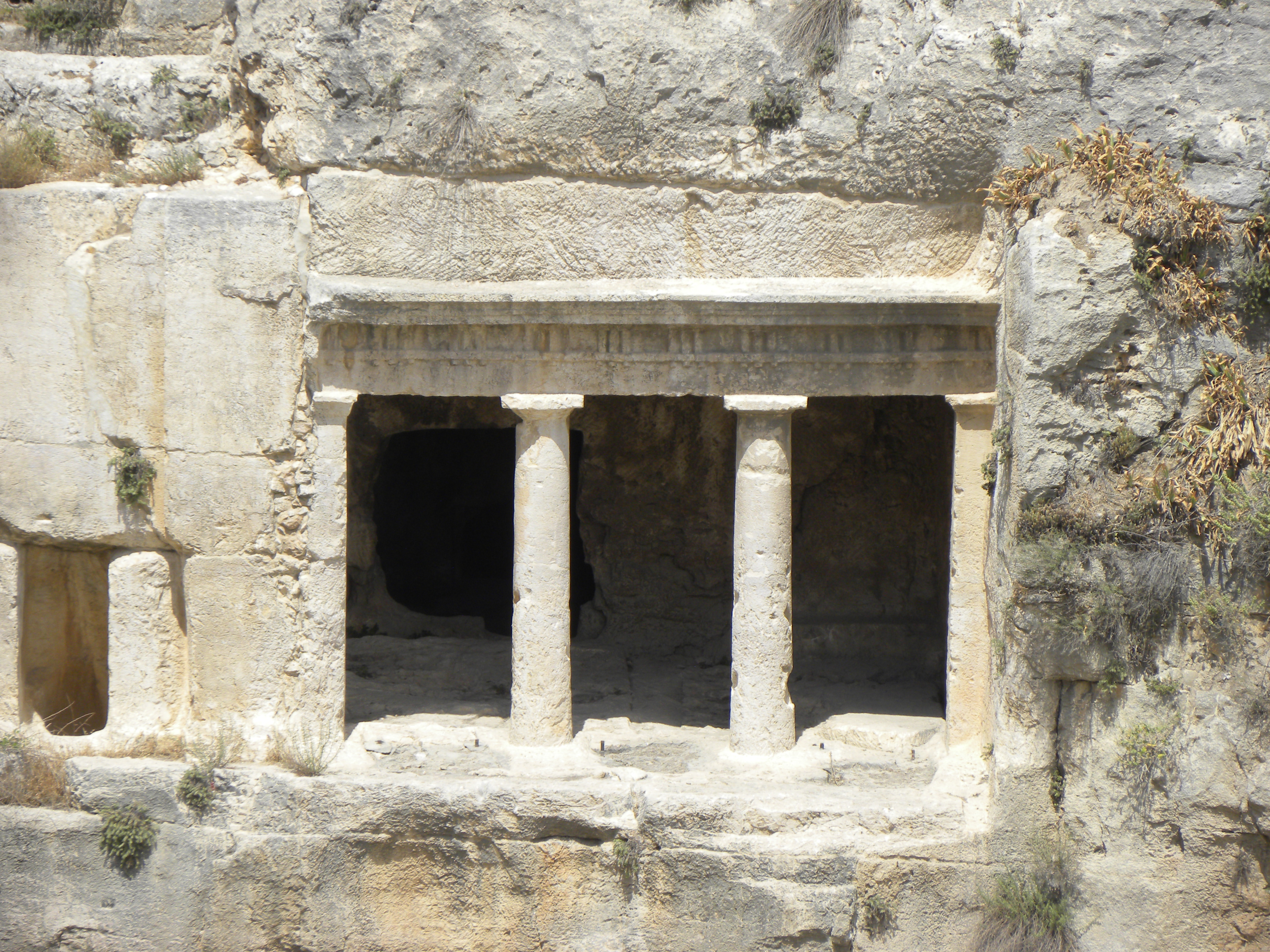
Grab der Bnei Hesir, einer aristokratischen Jerusalemer Familie, 2. Jahrhundert v. Chr.

### Windhauch
Ein Leitwort des Koheletbuchs ist hebräisch הֶבֶל hevel, im Status constructus: havel. Das Nomen bezeichnet konkret den Lufthauch und metaphorisch etwas Leichtes, Unbeständiges. Außerhalb des Koheletbuchs begegnet hevel in der Hebräischen Bibel in Klagen über die Vergänglichkeit des menschlichen Lebens. Vermeintlich Wertvolles wie Reichtum oder militärische Stärke kann sich als hevel erweisen. Polemisch werden andere Gottheiten und deren Kultbilder als machtlose Nichtse und hevel bezeichnet. Kohelet nimmt diesen Sprachgebrauch auf, gibt dem Wort aber auch eine eigene Bedeutung.
Als Mottovers ist Koh 1,2 dem Buch vorangestellt:
- hebräisch הֲבֵ֤ל הֲבָלִים֙ אָמַ֣ר קֹהֶ֔לֶת הֲבֵ֥ל הֲבָלִ֖ים הַכֹּ֥ל הָֽבֶל׃ havel havālīm amar ḳohelet havel havālīm hakol hāvel.
- Wörtliche Übersetzung: „Hauch der Hauche, sprach Kohelet, Hauch der Hauche, das alles – Hauch.“

Die im Blick auf die Rezeptionsgeschichte wichtige Übersetzung der Vulgata blieb sehr eng am hebräischen Text: Vanitas vanitatum dixit Ecclesiastes / vanitas vanitatum omnia vanitas. „Nichtigkeit der Nichtigkeiten, sagte der Ecclesiastes, Nichtigkeit der Nichtigkeiten, alles ist Nichtigkeit.“
Einige deutsche Übersetzungen von Koh 1,2 sollen die Bandbreite der möglichen Deutungen aufzeigen.
| Martin Luther: Biblia Deudsch (1545)              | Es ist alles gantz Eitel / sprach der Prediger / Es ist alles gantz eitel.                | „Eitel“ hat im Deutschen seit Luthers Zeit eine Bedeutungsveränderung durchlaufen: Die Grundbedeutung ist „leer“, daraus entwickelte sich „nichts als“ (z. B. eitel Gold), aber auch „eingebildet“.                                        |
| Martin Buber/Franz Rosenzweig: Die Schrift (1929) | Dunst der Dünste, spricht Versammler, Dunst der Dünste, alles ist Dunst.                  | Begriffskonkordante Übersetzung: „Dunst“ soll alle Vorkommen von hevel im Tanach abdecken. Konnotationen von Undurchschaubarkeit und Täuschung („blauer Dunst“) klingen an.                                                                |
| Einheitsübersetzung (1980)                        | Windhauch, Windhauch, sagte Kohelet, Windhauch, Windhauch, das ist alles Windhauch.       | Die Einheitsübersetzung bleibt bei der wörtlichen Bedeutung von hevel, ohne dem Leser eine Interpretation der Metapher anzubieten. |
| Diethelm Michel: Qohelet (1988)                   | Vollkommen absurd, sprach Qohelet, vollkommen absurd – alles ist absurd.                  | Michel knüpft positiv an Albert Camus an: die weisheitliche Frage nach dem Sinn bleibt ohne Antwort. |
| Zürcher Bibel (2007)                              | Nichtig und flüchtig, sprach Kohelet, nichtig und flüchtig, alles ist nichtig.            | Wo der Begriff hevel in mottoartigen Formulierungen des Koheletbuchs mehrfach vorkommt, nutzt die Zürcher Bibel das, um dem Leser zwei Adjektive anzubieten. Sie klingen ähnlich, so dass der Leser sie als zusammengehörig erkennen kann. |
| BasisBibel (2021)                                 | Windhauch um Windhauch, sagte Kohelet, Windhauch um Windhauch: alles vergeht und verweht. | Die BasisBibel bietet hier ein deutsches Reimpaar an (vergehen – verwehen), um die poetische Struktur der hebräischen Sprache nachzubilden                                                                                                 |

### Lebensfreude
Kohelet fragt nach dem „Guten“ im Leben, hebräisch טׂוב ṭov. Schwienhorst-Schönberger versteht darunter das menschliche Glück. Es konkretisiere sich als Glückserfahrung, nicht als Besitz materieller und sozialer Güter. Köhlmoos bevorzugt den Begriff Lebensfreude. Das „Gute“ wird bei Kohelet jedenfalls als eine Gabe Gottes verstanden, die unverfügbar und flüchtig ist (Carpe-diem-Motiv).

### Gott und Gottesfurcht
Der Gott Kohelets gewährt dem Menschen Gutes und dadurch Lebensgenuss; er ist außerdem Schöpfer und Lenker der Welt auf eine für den Menschen unerkennbare Weise. Allerdings sei er, so Köhlmoos, kein personales Gegenüber und greife auch nicht handelnd in die Welt ein. Damit habe Kohelet innerhalb des Alten Testaments eine Außenseiterstellung. Auch Schwienhorst-Schönberger konstatiert einen Aspekt von Apersonalität. Kohelet betone den Geheimnischarakter des jüdischen Gottes.
Nach Frank-Lothar Hossfeld empfiehlt Kohelet, den Kontakt zu Gott zu wahren, aber das Übermaß zu meiden und nicht zu versuchen, Gott zu manipulieren. Kohelets religiöse Grundhaltung sei Scheu und Respekt im Bewusstsein der Distanz zwischen Mensch und Gott. Thomas Krüger definiert Kohelets Gottesfurcht als kritische Teilnahme an der religiösen Praxis. Die Gottesfurcht habe ihren Wert in sich und erwarte keine Belohnung. Das Thema Gottesfurcht wird beispielsweise bei der Frage der Gelübde konkret. Kohelet rät eher von dieser religiösen Praxis ab. Wenn man aber trotzdem ein Gelübde abgelegt habe, so solle man es halten, ohne Ausflüchte zu suchen (Koh 5,3–6 ).

### Wesen der Zeit
In Koh 3,1–15  werden für den Alten Orient ungewöhnliche Reflexionen über das Wesen der Zeit angestellt. Die Menschenzeit (hebräisch עֵת et) und die Gotteszeit bzw. Ewigkeit (hebräisch עוֹלָם olam) bezeichnen verschiedene „Räume“, wobei die Gotteszeit vom Menschen nur geahnt werden kann: seine Aufgabe ist es, in der ihm zugänglichen eigenen Zeit das jeweils Lebensförderliche zu entdecken und „zeitgemäß“ zu handeln (vergleiche das griechische Konzept des Kairos).
Die Verse Koh 3,1–8 haben eine bedeutende Wirkungsgeschichte gehabt. Der Text ist aus sich selbst heraus ohne weiteres verständlich, es handelt sich um ein Traditionsstück, das Kohelet übernahm und (wahrscheinlich) mit einer eigenen Überschrift (V. 1) versah. In lockerer Reihung werden diametral einander entgegengesetzte Begriffspaare genannt, die „darin ihre Einheit finden, dass sie alle zu einer rechten Zeit stattfinden.“ Sie seien nicht absolut gut oder schlecht, und es sei nicht weiterführend, sie als wünschenswert oder nicht zu betrachten, vielmehr zeige sich der Weise darin, dass er erkenne, wann es an der Zeit ist, etwas zu tun oder zu lassen.

## Stellung im Kanon
| Ketuvim (Schriften) des Tanach                                                                      |
| --------------------------------------------------------------------------------------------------- |
| Sifrei Emet (poetische Bücher)                                                                      |
| - סֵפֶר תְּהִלִּים – Buch der Psalmen - אִיּוֹב – Ijob - מִשְלֵי שְׁלֹמֹה – Sprüche Salomos                          |
| חמש מגילות – Megillot (Festrollen)                                                                  |
| - רוּת – Buch Rut - שִׁיר הַשִּׁירִים – Hoheslied - קֹהֶלֶת – Kohelet - אֵיכָה – Klagelieder - אֶסְתֵּר – Buch Ester |
| Übrige                                                                                              |
| - דָּנִיּאֵל – Daniel - עֶזְרָא – Esra (einschließlich Nehemia) - דִּבְרֵי הַיָּמִים – Chronik (1–2 Chr)            |

Das Koheletbuch wird zum Kanonteil Ketuvim gezählt und außerdem zu den fünf Buchrollen (Megillot), die jüdischen Festtagen zugeordnet sind. In der Anordnung der Megillot gibt es zwei Traditionen:
- nach der Reihenfolge der Feste im jüdischen Kalender: Hoheslied – Rut – Klagelieder – Kohelet – Ester
- nach der im Mittelalter angenommenen Entstehungszeit (dieser Tradition folgt die Biblia Hebraica Stuttgartensia): Rut – Hoheslied – Kohelet – Klagelieder – Ester

In der Antike gab es aber auch eine andere Gliederung des Kanonteils Ketuvim, wobei Kohelet zwischen dem Buch der Sprichwörter und dem Hohenlied angeordnet war. Sie wurde von der griechischen Übersetzung (Septuaginta) übernommen und für die christliche Tradition prägend. Ludger Schwienhorst-Schönberger zufolge hat diese Reihenfolge ihre Logik, denn das Koheletbuch setze sich kritisch mit der weisheitlichen Schultradition auseinander, wie sie im Buch der Sprichwörter vorliegt, und rufe zum Lebensgenuss auf, welcher das zentrale Thema des Hohenlieds ist.

## Antike Übersetzungen
Zwischen dem Ersten Jüdischen Krieg und dem Bar-Kochba-Aufstand wurde das Koheletbuch wahrscheinlich erstmals ins Griechische übersetzt. Die Unterschiede der Septuaginta-Version zum masoretischen Text sind gering.
Im 2./3. Jahrhundert n. Chr. erfolgte eine Übersetzung ins Syrische (Peschitta). Den Übersetzern lag dabei ein hebräischer Text vor, welcher dem masoretischen Text sehr nahestand. Bei schwierigen Stellen zogen die Übersetzer die griechische Version zu Rate. Genauso verfuhr auch Hieronymus, als er das Buch Kohelet ins Lateinische übersetzte (Vulgata, ab 390 n. Chr.). Er konnte außerdem auch seinen eigenen Kommentar zum Koheletbuch nutzen, der bereits vor dem Übersetzungsprojekt entstanden war.

## Wirkungsgeschichte

### Judentum

#### Auslegung

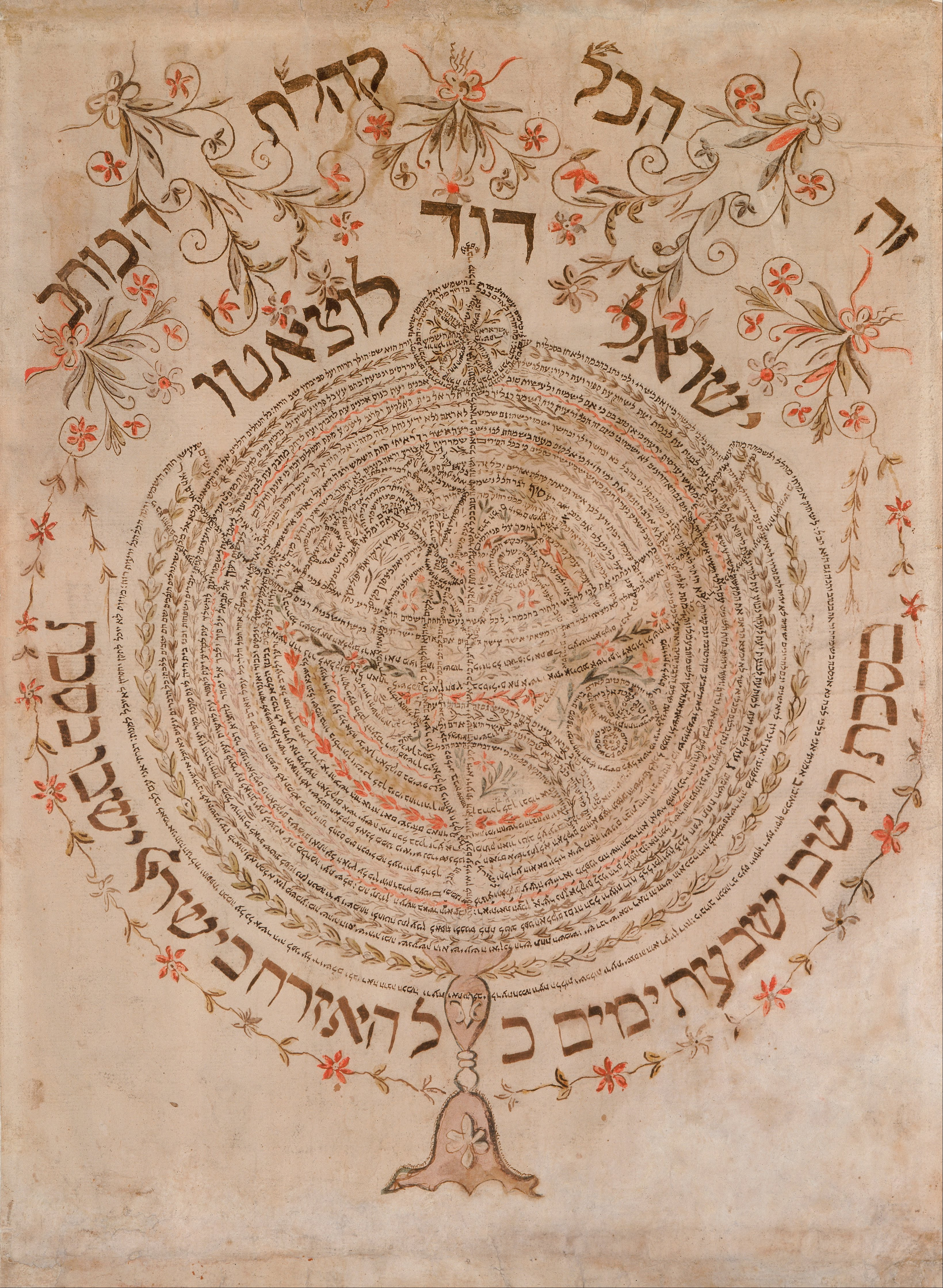
Dekoration für eine Laubhütte: Text des Koheletbuchs als Mikrographie, Tinte und Wasserfarbe auf Papier (Israel David Luzzatto, Triest um 1775, Jewish Museum)

Die Zugehörigkeit des Koheletbuchs zum Bibelkanon war im Judentum zwischen dem 1. und 5. Jahrhundert n. Chr. noch umstritten. Das Buch wurde dann in den Kanon aufgenommen, weil man annahm, König Salomo sei der Urheber („Salomofiktion“). Die Weisheit Salomos wurde mit der Tora identifiziert, Kohelet als Toralehrer interpretiert.
Der im 6./7. Jahrhundert n. Chr. entstandene Targum, eine Übersetzung ins Aramäische mit interpretierenden Zusätzen, zeigt, wie Kohelet vom rabbinischen Judentum als heilige Schrift verstanden werden konnte:
- Kohelet/Salomo sah prophetisch die Geschichte Israels, die Tempelzerstörung und das Exil voraus. Das erklärt die „Windhauch“-Aussage.
- „Unter der Sonne“ gibt es für den Menschen keinen Gewinn (vergleiche Koh 2,11 EU), wohl aber in der kommenden Welt, auch wenn sie im Buch nicht erwähnt wird.
- Die Freude, zu der Kohelet aufruft, ist eine Freude an der Tora.

#### Gottesdienst
Der Brauch, das gesamte Koheletbuch an Sukkot (Laubhüttenfest) zu lesen, ist seit dem 11. Jahrhundert in einigen jüdischen Gemeinden bezeugt. Heute wird Kohelet in aschkenasischen Gemeinden an dem Sabbat gelesen, der in die Sukkot-Festwoche fällt, oder aber am achten Tag des Festes (Schmini Azeret). Kohelet wurde wohl dadurch zur Lesung des Laubhüttenfestes, dass die anderen vier Megillot klare inhaltliche Bezüge zu dem jüdischen Feiertag haben, an dem sie gelesen werden. Sukkot und Kohelet sind dabei quasi übrig geblieben und wurden deshalb miteinander verbunden.
Nachträglich entdeckte man dann auch gewisse inhaltliche Bezüge. Die Weisheit Kohelets kann der Weisheit der Tora gegenübergestellt werden – das Sukkotfest hat die Übergabe der Tora an Israel zum Inhalt. Das Wohnen in Laubhütten erinnert an die unstete Lebensweise Israels während der Wüstenwanderung und damit die Unstetigkeit des menschlichen Lebens überhaupt, ein Thema des Koheletbuchs. Die Sicherheit der materiellen Existenz wird durch die Erfahrung, zeitweilig in der Laubhütte zu wohnen, hinterfragt, und auch dieses Hinterfragen alltäglicher Sicherheiten kommt bei Kohelet vor.

### Christentum

#### Auslegung

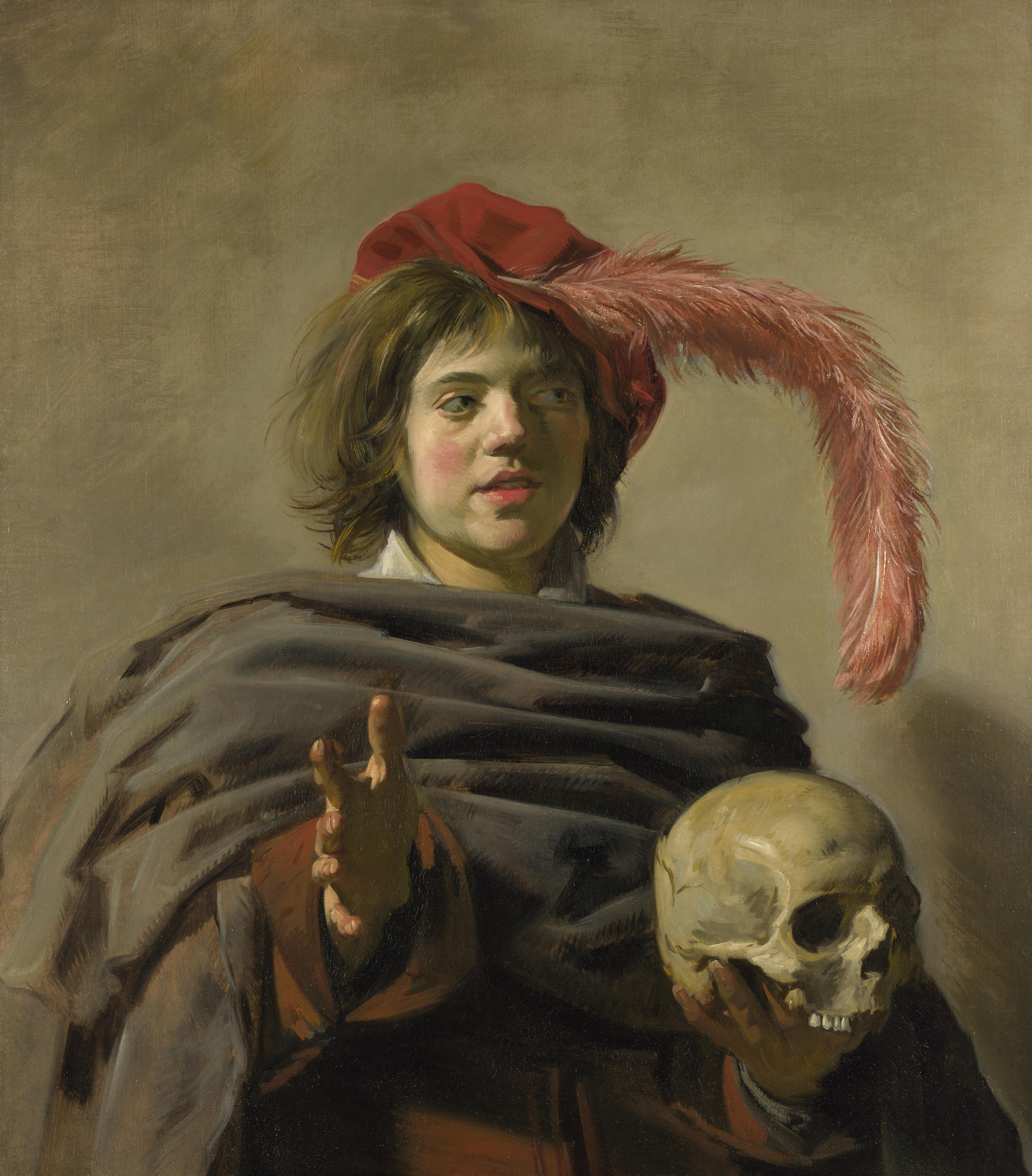
Junger Mann mit Schädel, Vanitas (Gemälde von Frans Hals, etwa 1626, National Gallery)

Die christliche Auslegung des Buchs prägte der Kirchenvater Hieronymus. Die Welt sei nach der Lehre Kohelets keineswegs an sich (per se) Vanitas, wohl aber im Hinblick auf Gott (ad Deum comparata). Daraus ergibt sich für Hieronymus und die ihm folgende abendländische Tradition eine Geringachtung der Welt (contemptus mundi). Die Schöpfungswerke seien gut, aber unbeständig. Der Mensch solle nicht daran verhaftet bleiben, sondern sich auf die transzendente Wirklichkeit ausrichten. Wenn Kohelet zur Freude aufruft, so kann Hieronymus das dem Wortsinn nach als Rat zu maßvollem Genuss verstehen. Wichtiger ist ihm aber die spirituelle Deutung: wo Kohelet den Genuss beim Essen und Trinken preist, bezieht Hieronymus das auf die Eucharistie sowie – eine zusätzliche Sinnebene – auf das Bibelstudium.
In der klösterlichen Tradition wurde Hieronymus’ Koheletinterpretation fortgeführt. Thomas a Kempis etwa entnahm Koh 1,2 die Aufforderung, alles Irdische zu verachten und nur himmlische Güter zu begehren. Gegen diese Auslegungstradition wandten sich die Reformatoren, die das Buch als Aufruf zur gelassenen Erfüllung der alltäglichen Pflichten interpretierten. Ihre eigenen theologischen Fragestellungen prägten die Botschaft, die sie dem Koheletbuch entnahmen: Bestreitung des freien Willens (Martin Luther), göttliche Vorsehung (Philipp Melanchthon), Rechtfertigung (Johannes Brenz).
In der modernen christlichen Perspektive des 20. Jahrhunderts wurde das Koheletbuch von einzelnen Exegeten radikal negativ bewertet: Die alttestamentliche Weisheit scheitere, Kohelet gerate in den „weltanschaulichen Bankrott“ (Aarre Lauha), und eben dieses vermeintliche Scheitern Kohelets sei „die erschütterndste messianische Weissagung, die das AT aufzuweisen hat“ (Hans Wilhelm Hertzberg). Soll heißen: Kohelet habe in der Bibel nur deshalb ein Existenzrecht, weil er illustriere, dass Israels Glaube ohne Jesus Christus sinnlos sei. Damit wird Kohelet zum Kronzeugen einer antijüdischen Substitutionstheologie gemacht.

#### Gottesdienst
In der Leseordnung der katholischen Kirche wird am 18. Sonntag im Jahreskreis (Lesejahr C) die erste Lesung dem Buch Kohelet entnommen (Koh 1,2. 2,21–23). Außerdem werden in den Messen für die Werktage der 25. Lesewoche (Jahr II) Texte aus dem Buch Kohelet vorgetragen.
In der revidierten evangelischen Perikopenordnung (2018) sind Koh 3,1–15  am Altjahrsabend, Koh 7,15–18  an Septuagesimae und Koh 12,1–7  am 20. Sonntag nach Trinitatis als Lesung oder Predigttext aus dem Alten Testament vorgesehen. Damit ist Kohelet eines der biblischen Bücher, die durch die Revision mehr in den Blick der Gemeinde gerückt werden. In der vorherigen Perikopenordnung kam Kohelet nämlich nur marginal vor: Koh 3,1–14 war Predigttext am 24. Sonntag nach Trinitatis (Reihe III und VI). Diesen Sonntag gibt es im Kirchenjahr aber nur bei sehr frühem Ostertermin. Nur etwa einmal in 30 Jahren wurde deshalb über Kohelet gepredigt. Für Trauungen wird oft der Abschnitt Koh 4,9–12  verwendet, für Beerdigungen Koh 3,1–8 .

## Rezeption

### Musikalische und literarische Adaptionen
- Das Gedicht „Salomonisch“ in dem Lyrikband Rebus (2009) von Hans Magnus Enzensberger bezieht sich auf das Koheletbuch.
- Der Roman Gottesdiener von Petra Morsbach (2004) nutzt Koheletzitate als Gliederungselemente.
- In der Oper Kar – Musiktheater für den Berg (1994) adaptierten Komponist Herbert Lauermann, Librettist Christian Martin Fuchs und Regisseur Herbert Gantschacher Koh 3,1–8 EU.
- Der Titel des Justizromans A Time to Kill (1989) von John Grisham ist Koh 3,3 KJV entnommen.
- Oliver Stone stellte seinem Film Platoon (1986) den ersten Halbsatz von Koh 11,9 KJV als Leitspruch voran („Rejoice O young man in thy youth […]“).
- Zwei Lieder der Rock-Gruppe Die Puhdys zitieren das Koheletbuch: Wenn ein Mensch lebt (1974) nimmt Bezug auf Kapitel Koh 3 LUT. Dabei diente die Textfassung der Luther-Übersetzung als Grundlage: Prediger 3,1: „Ein jegliches hat seine Zeit“, 3,2: „Geboren werden (im Liedtext: leben) und sterben, pflanzen und ausrotten, was gepflanzt ist“, 3,5: „Steine zerstreuen und Steine sammeln“, 3,8: „Streit und Friede“. Alles hat seine Zeit (2005) bezieht sich ebenfalls auf Koh 3.[75]
- Carl Orff verarbeitet den Text von Koh 3,1-8 in lateinischer und deutscher Sprache in seinen Stücken für Sprechchor - 10. Omnia tempus habent (Musikverlag Schott, ED 5583, 1969)
- Bernd Alois Zimmermanns Kompositionen Omnia tempus habent (1957) und Ich wandte mich und sah an alles Unrecht, das geschah unter der Sonne – Ekklesiastische Aktion (1970) sind eine musikalische Auseinandersetzung mit dem Buch Kohelet.
- In dem Lied Turn! Turn! Turn! (1950) adaptierte Pete Seeger Koh 3,1–8 KJV.
- George R. Stewart stellte seinem Science-Fiction-Roman Leben ohne Ende (1949, im Original: Earth Abides) Koh 1,4 KJV als Leitspruch voran; auch der Originaltitel ist diesem Vers entnommen. Zudem dient im Roman die Lektüre von Kohelet dem Protagonisten in einer entscheidenden Phase der Handlung als Inspiration.
- Dem Roman The Sun Also Rises (1926) stellte Ernest Hemingway Koh 1,4–7 KJV als Motto voran; der Buchtitel ist Koh 1,5 KJV entnommen.
- Granville Bantock hat 1913 eine Choralsymphony für 12-stimmigen Chor komponiert: The Vanity of Vanities. In sieben Sätzen werden ausgewählte Teile aus dem Buch Kohelet vertont.
- Der Titel des Romans The House of Mirth (1905) von Edith Wharton nimmt Bezug auf Koh 7,4 KJV („The heart of the wise is in the house of mourning; but the heart of fools is in the house of mirth.“)
- Der Titel des Romans The Golden Bowl (1904) von Henry James nimmt Bezug auf Koh 12,6 KJV („… or the golden bowl be broken …“)
- In dem Liederzyklus Vier ernste Gesänge (1896) adaptierte Johannes Brahms Koh 4,1–4 LUT.
- Vanitas! Vanitatum Vanitas! (1643) ist der Koh 1,2 EU entnommene, lateinische Titel einer Ode von Andreas Gryphius.
- Es ist alles eitel (1637) betitelte Gryphius ein im Dreißigjährigen Krieg erschienenes Sonett.

### Geflügelte Worte

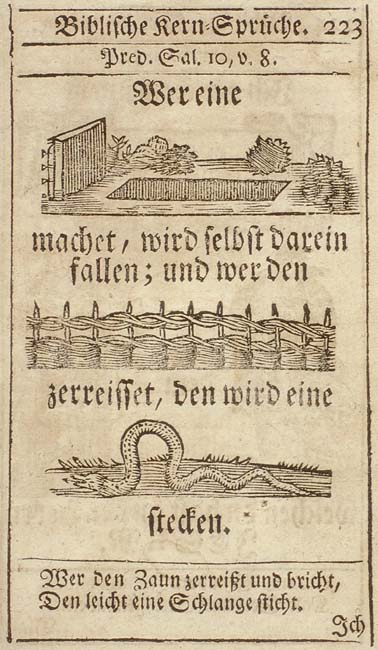
Emblematische Illustration von Kohelet, darunter eine gereimte Paraphrase; Holzschnitt von 1751

Georg Büchmann listet eine Reihe von Geflügelten Worten, die dem Koheletbuch entnommen sind:
- „Alles ist eitel“ (Koh 1,2 LUT),
- „Alle Wasser laufen ins Meer“ (Koh 1,7 LUT),
- „Es geschieht nichts Neues unter der Sonne“ (Koh 1,9 LUT),
- „Ein Jegliches hat seine Zeit“ (Koh 3,1 LUT),
- „Ein lebendiger Hund ist besser als ein toter Löwe“ (Koh 9,4 LUT),
- „Weh dir, Land, dessen König ein Kind ist“ (Koh 10,16 LUT), bei Shakespeare: „Woe to that land that’s governed by a child“ (Richard III 2,3),
- „Das sind die Tage, von denen wir sagen: Sie gefallen uns nicht“ (Koh 12,1 LUT).

### Textausgabe
- Biblia Hebraica Stuttgartensia. 5. Auflage. Deutsche Bibelgesellschaft, Stuttgart 1997, ISBN 3-438-05219-9.

### Hilfsmittel
- Wilhelm Gesenius: Hebräisches und Aramäisches Handwörterbuch über das Alte Testament. Hrsg.: Herbert Donner. 18. Auflage. Springer, Berlin / Heidelberg 2013, ISBN 978-3-642-25680-6

### Kommentare
- Craig Bartholomew: Ecclesiastes (= Baker Commentary on the Old Testament). Baker Academic, Grand Rapids 2009, ISBN 978-0-8010-2691-1.
- Joseph Carlebach: Das Buch Kohelet. Ein Deutungsversuch [mit eigener Übersetzung des Kohelet-Textes]. Hermon, Frankfurt am M. 1936 (Digitalisat im Internet Archive).
- Franz Delitzsch: Hoheslied und Koheleth. Dörffling und Francke, Leipzig 1875. S. 190 ff. (Digitalisat)
- Michael V. Fox: Ecclesiastes (= JPS Bible Commentary). JPS, Philadelphia 2004, ISBN 0-8276-0965-5.
- Melanie Köhlmoos: Kohelet. Der Prediger Salomo (= Das Alte Testament Deutsch 16/5). Vandenhoeck & Ruprecht, Göttingen 2015, ISBN 978-3-525-51215-9.
- Thomas Krüger: Kohelet (Prediger) (= Biblischer Kommentar Altes Testament 19, Sonderband). Neukirchener Verlag, Neukirchen-Vluyn 2000, ISBN 3-7887-1783-1.
- Norbert Lohfink: Kohelet (= Neue Echter Bibel. Altes Testament). Echter Verlag, Würzburg 1980. ISBN 978-3-429-00655-6. (6., unveränderte Auflage 2009)
- Tremper Longman: The Book of Ecclesiastes (= The New International Commentary on the Old Testament). Eerdmans, Grand Rapids / Cambridge 1998.
- Annette Schellenberg: Kohelet (= Zürcher Bibelkommentare. AT. Band 17). TVZ, Zürich 2013, ISBN 3-290-14762-2.
- Anton Schoors: Ecclesiastes (= Historical Commentary on the Old Testament). Peeters, Leuven 2013, ISBN 978-90-429-2940-1.
- Ludger Schwienhorst-Schönberger: Kohelet (= Herders theologischer Kommentar zum Alten Testament). Übersetzt und ausgelegt. Herder, Freiburg (Breisgau) u. a. 2004, ISBN 3-451-26829-9.

### Monographien
- Alexander Achilles Fischer: Skepsis oder Furcht Gottes? Studien zur Komposition und Theologie des Buches Kohelet (= Beihefte zur Zeitschrift für die alttestamentliche Wissenschaft. Band 247). Walter de Gruyter, Berlin / New York 1997, ISBN 3-11-015458-7.
- James A. Loader: Polar Structures in the Book of Qohelet (= Beihefte zur Zeitschrift für die alttestamentliche Wissenschaft. Band 152). Walter de Gruyter, Berlin / New York 1979, ISBN 3-11-007636-5.
- Diethelm Michel: Untersuchungen zur Eigenart des Buches Qohelet (= Beihefte zur Zeitschrift für die alttestamentliche Wissenschaft. Band 183). Walter de Gruyter, Berlin / New York 1989, ISBN 3-11-012161-1.
- Diethelm Michel: Qohelet (= Erträge der Forschung. Band 258). Wissenschaftliche Buchgesellschaft, Darmstadt 1988, ISBN 978-3-534-08317-6.
- Annette Schellenberg: Erkenntnis als Problem. Qohelet und die alttestamentliche Diskussion um das menschliche Erkennenn. (= Orbus Biblicus et Orientalis. Band 188). Vandenhoeck & Ruprecht, Göttingen 2002, ISBN 3-525-53045-5.
- Ludger Schwienhorst-Schönberger: Kohelet: Stand und Perspektiven der Forschung. In: Ludger Schwienhorst-Schönberger (Hrsg.): Das Buch Kohelet. Studien zur Struktur, Geschichte, Rezeption und Theologie (= Beihefte zur Zeitschrift für die alttestamentliche Wissenschaft. Band 254). Walter de Gruyter, Berlin / New York 1997, ISBN 3-11-015757-8. S. 5–38.